# Try, Try, Try
Try, Try, Try är en låt av den amerikanska rockgruppen The Smashing Pumpkins från deras femte album Machina/The Machines of God.
Låten gavs ut som albumets tredje och sista singel i september 2000 och skrevs av bandets sångare Billy Corgan. Singeln innehåller också b-sidan Here's to the Atom Bomb som inte finns med på albumet.
En musikvideo har även gjorts till låten, regisserad av Jonas Åkerlund. Det är en ganska annorlunda video för The Smashing Pumpkins. Videon visar endast Billy Corgan, sittande på en stol i ett mörkt rum. Handlingen är baserad på ett drogberoende par i Stockholm och innehåller en del starka scener. En längre variant med ett annorlunda slut finns på bandets DVD Greatest Hits Video Collection, 2001.
På grund av videons starka scener visades den inte ofta på TV, och blev tidigt bannlyst av MTV.

## Låtlista
Alla låtar är skrivna av Billy Corgan.
1. Try, Try, Try – 5:09
2. Here's to the Atom Bomb – 4:26

## Medverkande
- Billy Corgan – sång, gitarr
- James Iha – gitarr
- D'arcy Wretzky – bas
- Jimmy Chamberlin – trummor